# Jan Radomski (lekkoatleta)
Jan Radomski (ur. 21 października 1945, zm. 8 marca 2005) – polski lekkoatleta, średniodystansowiec, złoty medalista Europejskich Igrzysk Halowych w 1969.

## Kariera sportowa
Jego największym sukcesem w karierze sportowej było zdobycie dwóch złotych medali na Europejskich Igrzyskach Halowych w 1969 – w sztafecie 4 × 2 okrążenia (z Janem Wernerem, Andrzejem Badeńskim i Janem Balachowskim) oraz w sztafecie szwedzkiej (z Edwardem Romanowskim, Andrzejem Badeńskim i Henrykiem Szordykowskim).
Na mistrzostwach Polski seniorów na otwartym stadionie dwukrotnie zajmował miejsce w pierwszej ósemce biegu na 800 metrów (w 1968 – 6 m., w 1971 – 7 m.). Po zakończeniu kariery zawodniczej pracował jako nauczyciel w-f oraz trener w Zawiszy Bydgoszczy.
Rekord życiowy na 800 m: 1:47,6 (3.09.1970).